# 大森馬朗西礁
，为南中国海南沙群岛中的一个礁盘，現为马来西亚实际控制。目前中華人民共和國、中華民國及越南等國称对其拥有主权。

## 名稱
美国地名委员会使用的名称为“Royal Charlotte Reef”（皇家夏洛特礁），马来西亚称为“Terumbu Semarang Barat Besar”（大森馬朗西礁），中国则称皇路礁。
1935年中华民国水陆地图审查委员会审定公布《中国南海各岛屿华英地名对照一览表》，“Royal Charlotte Reef”的名称被音译为“無勞柴樂礁”。1947年中华民国内政部公布《南海诸岛新旧名称对照表》，对南海诸岛地名进行了修订，使其听起来更有中国特色，無勞柴樂礁改称“皇路礁”。1983年中华人民共和国中国地名委员会公布的《我国南海诸岛部分标准地名》也沿用“皇路礁”的名称。
中國漁民向稱為「五百二」。传说有渔民曾在此拾获五百二十块锡锭，故名。

## 地理
大森馬朗西礁位于拉央拉央岛西南约25海里，是一个没有礁门的环礁，长约1海里。东部於潮退時有礁岩出露。

## 歷史
英国东印度公司的苏格兰籍船长、英国皇家学会会员詹姆斯·霍尔斯伯格的《印度指南》，全称《东印度，中国，澳大利亚，好望角及巴西航行与中间港口指南》（India directory, or, Directions for sailing to and from the East Indies, China, Australia, Cape of Good Hope, Brazil, and the interjacent ports）于1836年出版，书中第431页记述：
|  | 皇家夏洛特号暗沙（Royal Charlotte Shoal），位于北纬6°56½’，东经113°37½’，即草鞋石（Pullo Sapata）东4°35’，由罗斯船长用经线仪在测量巴拉望浅滩过程中核实。皇家夏洛特号暗沙位于路易莎暗沙（Louisa Shoal）东北12½―13里格，长不超过1½英里，呈长方形，由礁石和分浪礁构成：这片岛礁曾被多条船只发现过，他们的观测结果要比罗斯船长的上述坐标偏东16―17英里，但罗斯采用专用观测设备和精确经线仪，所以他的测量结果更准确。 |

书中第271页记述了皇家夏洛特号的航行：
|  | 皇家夏洛特号（Royal Charlotte）、特里同号（Triton）和沃利号（Warley）三船于1793年10月25日离开新加坡海峡，在11月4日到达草鞋石后才有南向洋流，然后有西南、大多数是东北轻风，还有某些天，有时速10英里的南向洋流。到了11月23日，他们看到了位于北纬16°的吕宋岛，12月1日，在北纬19°20'，获得正北和东北之间的强风，把他们吹回18°30'，直到12月7日才到达澳门。 |

马来西亚曾在島礁上修建了一座灯塔，但已经不再工作。目前，大森馬朗西礁並沒有任何人員駐守。